# Dekanija Rogatec
Dekanija Rogatec je bila rimskokatoliška dekanija Kozjanskega naddekanata Škofije Celje. Ukinjena je bila 1. septembra 2021 ob reorganizaciji naddekanatov in dekanij, pri čemer je bila z Dekanijo Kozje in Dekanijo Šmarje pri Jelšah združena v novo Dekanijo Kozje - Rogatec - Šmarje pri Jelšah.
Pred ustanovitvijo Škofije Celje, ko se je 7. aprila 2006 izločila iz Škofije Maribor, sta k Dekaniji Rogatec spadali še Župnija Stoperce in Župnija Žetale. Ob ustanovitvi sta ostali pod mariborsko škofijo in bili pridruženi Dekaniji Zavrč.

## Župnije
1. Župnija Kostrivnica
2. Župnija Rogaška Slatina
3. Župnija Rogatec
4. Župnija Sv. Ema
5. Župnija Sv. Florijan na Boču
6. Župnija Sv. Peter na Kristan vrhu
7. Župnija Sv. Rok ob Sotli